# Peter Finch

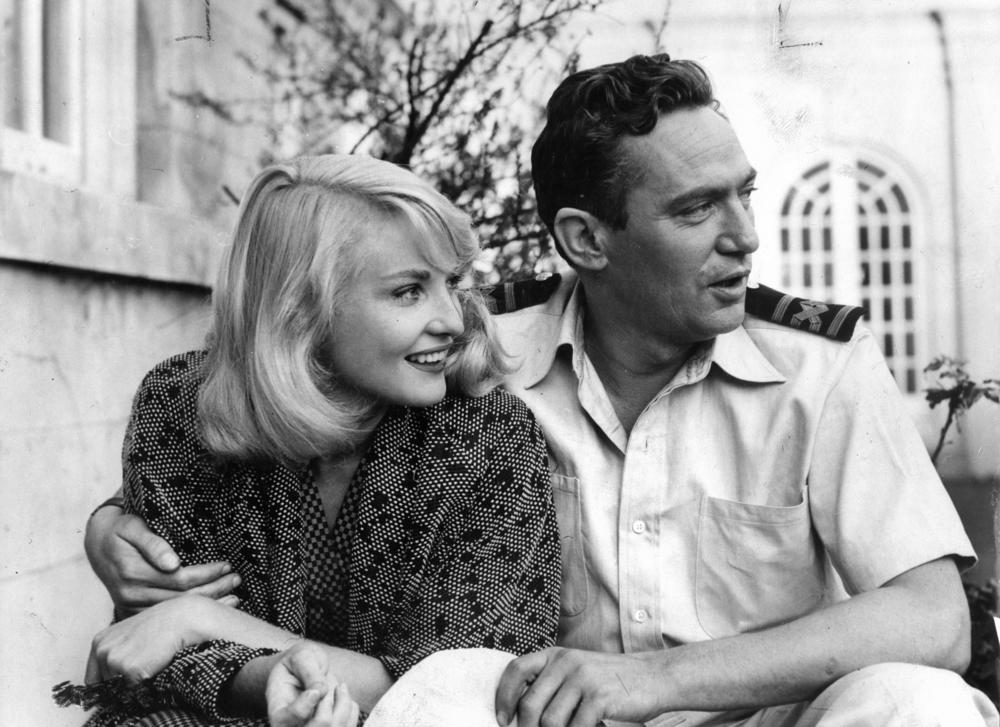
Peter Finch tillsammans med skådespelerskan Diane Cilento, 1954.

Frederick George Peter Ingle Finch, född 28 september 1916 i South Kensington, London, död 14 januari 1977 i Beverly Hills, Kalifornien (hjärtattack), var en brittisk-australisk skådespelare.
Hans far var en australisk fysiker och hans mor en engelsk hemmafru. När Finch var två år gammal skilde sig hans föräldrar och han växte upp hos släktingar i Frankrike, Indien och från tio års ålder i Sydney i Australien.
Han uppträdde på scen i Australien från 1935 och följande år gjorde han filmdebut. Han upptäcktes 1949 av Laurence Olivier som tog med honom till London, där Finch fick stor framgång såväl på scen som i film.
Han vann en Oscar postumt för Bästa manliga huvudroll (1976) för sin roll i filmen Network.

## Filmografi (i urval)
- 1952 – The Story of Robin Hood and His Merrie Men
- 1954 – Elefantstigen
- 1954 – Mästerdetektiven
- 1956 – Jagad över haven
- 1956 – Våld i Malaya (titel i svensk TV Fem svarta höns)
- 1959 – Operation Amsterdam
- 1960 – Gröna nejlikan
- 1961 – No Love for Johnny
- 1967 – Fjärran från vimlets yra
- 1971 – Söndag, satans söndag
- 1973 – Bortom horisonten
- 1976 – Network
- 1977 – Slaget om Entebbe